# Mathieu Kassovitz
Mathieu Kassovitz (París, 3 de agosto de 1967) es un actor, guionista, director y productor de cine francés. Es hijo del director francés Peter Kassovitz, de origen judío húngaro, y de Chantal Remy, montadora francesa.
Después del éxito de su primer largometraje Métisse (1993), adquirió notoriedad con El odio (La Haine, 1995), película que escribió y realizó y con la que alcanzó éxito internacional. La película obtuvo tres Premios César (César a la mejor película, César al mejor productor y César al mejor montaje) y el premio al mejor director en el Festival de Cannes de 1995.
En 2000, fundó la productora cinematográfica MNP Entreprise, que cerró en 2010.

## Filmografía

### Director
- L'ordre et la morale, 2011.
- Babylon A.D. de 2008.
- Gothika de 2003.
- Los ríos de color púrpura de 2000.
- Asesinos(s) de 1997.
- El odio de 1995.
- Métisse de 1993.

### Actor
- 2015: Le Bureau des légendes (Serie TV)  de Eric Rochant
- 2014: Vida salvaje (Vie sauvage) de Cédric Kahn
- 2013: Angélique de Ariel Zeitoun
- 2013: Un illustre inconnu de Matthieu Delaporte
- 2011: La vie d'une autre de Sylvie Testud
- 2011: Le guetteur de Michele Placido
- 2011: L'ordre et la morale de Mathieu Kassovitz
- 2008: Louise-Michel de Benoît Delépine y Gustave Kervern.
- 2006: Avida de Benoît Delépine y Gustave Kervern.
- 2005: Múnich de Steven Spielberg.
- 2002:
  - Amén de Costa-Gavras.
  - Astérix y Obélix: misión Cleopatra (Astérix & Obélix: Mission Cléopâtre) de Alain Chabat.
- 2001:
  - Oscura seducción (Birthday Girl) de Jez Butterworth.
  - Amélie (Le fabuleux destin d'Amélie Poulain) de Jean-Pierre Jeunet.
- 1999: Ilusiones de un mentiroso de Peter Kassovitz.
- 1997: 
  - El quinto elemento (The Fifth Element) de Luc Besson.
  - Asesino(s) (Assassin(s)) de Mathieu Kassovitz.
  - Un héroe muy discreto (Un héros très discret) de Jacques Audiard.
  - Mi hombre (Mon homme) de Bertrand Blier.
- 1995: El odio (La haine) de Mathieu Kassovitz.
- 1994: Mira a los hombres caer de Jacques Audiard.
- 1993: Métisse (Métisse) de Mathieu Kassovitz.

### Productor
- 2011 : L'Ordre et la Morale de Mathieu Kassovitz
- 2008 : Enfants de Don Quichotte (Acte 1)
- 2008 : Louise-Michel de Gustave Kervern et Benoît Delépine
- 2007 : Johnny Mad Dog de Jean-Stéphane Sauvaire
- 2007 : Les deux mondes de Daniel Cohen
- 2006 : Les Paumes blanches de Szabolcs Hajdu
- 2005 : Avida de Gustave Kervern et Benoît Delépine
- 2004 : Nèg marron de Jean-Claude Flamand Barny

## Premios y distinciones
Festival Internacional de Cine de Cannes
| Año  | Categoría      | Película | Resultado |
| ---- | -------------- | -------- | --------- |
| 1995 | Mejor Director | El odio  | Ganador   |